# Nicolas Ganopoulos
Nicolas Ganopoulos (Grieks: Νικόλας Γιαννόπουλος) (Berroia, 10 juli 1995) is een Grieks zanger.
Hij werd bekend door zijn overwinning tijdens de Griekse nationale preselectie voor het Junior Eurovisiesongfestival in 2003. Hij versloeg in die finale negen andere kandidaten. Aldus mocht hij met het nummer Fili gia panda Griekenland vertegenwoordigen op het Junior Eurovisiesongfestival 2003 in de Deense hoofdstad Kopenhagen.
In Kopenhagen eindigde Nicolas in de middenmoot. Met 53 punten eindigde hij op de achtste plaats. In de zes jaar tijd dat Griekenland deelnam aan het Junior Eurovisiesongfestival, was er maar één deelnemer die het beter deed dan Nicolas Ganopoulos.